# Leo Zirner
Leo Zirner (* 1990 in Prien am Chiemsee) ist ein deutscher Schauspieler.

## Leben
Seine Eltern sind die Schauspieler Katalin Zsigmondy und August Zirner, Johannes und Ana Zirner seine Geschwister. Er absolvierte sein Schauspielstudium an der Hochschule für Musik, Theater und Medien Hannover, wo er 2018 seinen Abschluss erhielt. Während seines Studiums trat er am Studiotheater Hannover auf.
Zirner spielte als Jugendlicher, noch vor seiner Schauspielausbildung, die Hauptrolle in dem Kinofilm Wie Licht schmeckt (2006), der frei nach dem gleichnamigen Roman von Friedrich Ani entstand. In dem Debütfilm von Regisseur Maurus vom Scheidt verkörperte Zirner den 14-jährigen Lukas, der an seinem Geburtstag dem engen Zuhause entflieht und einige Tage durch die bayerische Landeshauptstadt München streift.
Im Frühjahr 2019 stand Zirner für das Liebesdrama Zwischen uns die Mauer von Norbert Lechner vor der Kamera, in dem u. a. Lea Freund, Tim Bülow, Lukas Zumbrock, Franziska Weisz und Fritz Karl mitwirkten. Der Film wurde Anfang September 2019 zur Eröffnung des 13. Fünf Seen Filmfestivals gezeigt und lief am 3. Oktober 2019 in den deutschen Kinos an.

## Filmografie (Auswahl)
- 2006: Wie Licht schmeckt